# 14069 Krasheninnikov
14069 Krasheninnikov este un asteroid din centura principală de asteroizi.

## Descriere
14069 Krasheninnikov este un asteroid din centura principală de asteroizi. A fost descoperit pe 18 aprilie 1996 la Observatorul La Silla de Eric Walter Elst. Asteroidul prezintă o orbită caracterizată de o semiaxă mare de 3,15 ua, o excentricitate de 0,22 și o înclinație de 22,7° în raport cu ecliptica.